# Henri Gondry
Henri Gondry né à Gand le 9 février 1845 et décédé à Boma le 18 mai 1889, est un ingénieur des ponts et chaussées, directeur d'administration aux chemin de fer de l'État belge.

## Biographie
Il obtient un diplôme d'ingénieur à l'Université de Gand et est engagé à l'administration des Chemins de Fer de l'État. Il est nommé par la suite ingénieur en chef - directeur de l'exploitation. Étant en conflit avec le ministre des Chemins de fer Jules Vandenpeereboom, il choisit de rejoindre l'administration de l'État indépendant du Congo.
Il part pour l'État indépendant du Congo le 6 janvier 1889 avec le titre d'inspecteur général. Il remplace à Boma le vice-gouverneur Herman Ledeganck qui s'est démis de ses fonctions. C'est le premier fonctionnaire civil belge à être choisi pour occuper cette fonction. Il arrive le 31 janvier à Boma et décrit avec enthousiasme sa découverte du Congo dans une collection de lettres.
Après avoir souffert d'un fièvre bilieuse, il meurt le 18 mai 1889 d'une congestion cérébrale,.